# Afera Elsagate
Afera Elsagate (od Elsy, imienia głównej bohaterki filmów z serii Kraina lodu, postaci często występujących w materiałach związanych z aferą, przyrostek -gate popularny w nazwach afer nawiązuje z kolei do afery Watergate) – afera powiązana z materiałami w serwisie YouTube oraz YouTube Kids, zawierających treści nieprzeznaczone dla dzieci, lecz oznaczone jako odpowiednie dla najmłodszych. Materiały te często zawierały postacie fikcyjne z kreskówek i filmów animowanych, często w ramach crossoverów, wykorzystane bez zgody właścicieli praw do nich. Afera objęła również kanały, na których występowały dzieci, m.in. Toy Freaks, których materiały z kolei wzbudziły podejrzenia o znęcanie się nad nimi.
Większość materiałów z tej kategorii stanowiły animacje komputerowe lub filmy aktorskie, niektóre kanały wykorzystywały też animacje z użyciem plasteliny. Materiały te były tagowane w taki sposób, aby ominąć algorytmy chroniące dzieci zaimplementowane w serwisie YouTube. Ze względu na ogromną skalę przedsięwzięcia moderacja materiałów była utrudniona. Celem pojawienia się w wynikach wyszukiwania oraz zdobycia uwagi użytkowników, twórcy filmów umieszczali w tytułach imiona (nazwy) postaci fikcyjnych w nich zawartych oraz takie słowa i zwroty, jak m.in. education, learn colors czy nursery rhymes. W materiałach tych były też automatycznie umieszczane reklamy, co sprawiało, iż dochody z nich były lukratywne zarówno dla ich twórców, jak i dla YouTube.
W 2017 wzrosła świadomość społeczeństwa odnośnie zjawiska nieodpowiednich materiałów skierowanych ku dzieciom. W tym samym roku, po wielu reportażach dot. bezpieczeństwa dzieci na YouTube, platforma przyjęła surowsze zasady odnośnie publikacji materiałów przeznaczonych dla dzieci. Pod koniec listopada 2017 roku administracja platformy usunęła kanały i filmy powiązane z aferą Elsagate, a także wiele innych nieodpowiednich materiałów wideo oraz komentarzy użytkowników odnoszących się do dzieci.

## Historia

### Pierwsze doniesienia (2016-2017)
W czerwcu 2016 czasopismo The Guardian opublikowało artykuł dotyczący kanału na YouTube o nazwie Webs and Tiaras, który utworzony został w marcu tego roku. Materiały na kanale ukazywały ludzi przebranych za znane postacie, takie jak Spider-Man, Elsa czy Joker, biorących udział w nietypowych lub bezsensownych wydarzeniach. W filmach nie występowały dialogi, tylko proste efekty dźwiękowe i muzyka w tle, co pozwalało ograniczyć bariery językowe, które potencjalnie utrudniałyby światowy odbiór filmów. W artykule zawarto też informację o niemal identycznych kanałach, takich jak Toy Monster, The Superheroes Life i The Kids Club, które w podobnym czasie zostały utworzone na YouTube.
W styczniu 2017 roku jeden z kanałów prowadzonych przez partnera YouTube w Wietnamie, Spiderman Frozen Marvel Superhero Real Life, zablokował dostęp do filmów subskrybentom pochodzącym z Wietnamu w wyniku skarg od rodziców, którzy zgłaszali nieodpowiednią zawartość filmów. Właściciel kanału został w późniejszym czasie ukarany grzywną przez tamtejszy Urząd Transmisji i Informacji Elektronicznej.
Wzrastająca liczba odsłon materiałów Elsagate spowodowała, że użytkownicy zaczęli podejrzewać, iż kanały publikujące takie treści sztucznie zwiększają ich popularność z użyciem botów, które zawyżają oglądalność, jednak nie zostało to udowodnione.
W lutym 2017 roku The Verge w artykule skomentował zjawisko i zauważył, że większość filmów była łagodna, lecz dziecinna, ale część zawierała mniej odpowiednie treści, takie jak humor skatologiczny czy sceny zawierające przemoc lub nacechowane seksualnie. W artykule zauważono, iż większość materiałów miała ograniczony budżet, przeznaczany głównie na kostiumy aktorów, który z kolei ułatwiał produkcję i zwiększał powtarzalność takich nagrań. Sukces tych nagrań przypisano również zmartwieniom „freudowskim”, które mogą zostać uznane przez dzieci za fascynujące, śmieszne lub straszne, takie jak oddawanie moczu, defekacja, całowanie, ciąża i zastrzyki.
Również w lutym na stronie The Awl opublikowano artykuł dotyczący kanału Webs and Tiaras oraz podobnych, opisując ich zawartość jako bezsensownie koszmarne i całkiem chore jak na filmy dla dzieci. Znalezione przez nich materiały zawierały m.in. scenę rodzącej Elsy, Spider-Mana dającego zastrzyk z kolorową cieczą tejże. W większości przypadków wyłączone zostały liczniki ocen, co utrudniało ocenę rzeczywistego zaangażowania widzów. Pod wieloma z nich znajdowały się pozytywne komentarze pisane przez podobne kanały celem zdobycia widzów.
W marcu BBC opublikowała artykuł pt. Przerażające filmy na YouTube, które oszukują dzieci. W artykule poświęcono uwagę imitacji Świnki Peppy, w której dla tytułowej postaci są boleśnie wyrywane zęby u dentysty, oraz filmowi, w którym ta sama postać podpala zamieszkany dom. W artykule wspomniano również o setkach podobnych materiałów, od niedozwolonych, ale nieszkodliwych kopii oryginalnych animacji, aż po materiały zawierające przemoc.
W tym samym miesiącu telewizja CTV News wyemitowała reportaż o problemie z fałszywymi kreskówkami na YouTube, dotyczący imitacji kreskówek, zawierających motywy dla dorosłych, często publikowanych w serwisie YouTube Kids. Zauważono, iż niektóre filmy posiadały miniaturki skierowane do dzieci, podczas gdy właściwy materiał mógł być zupełnie inny, nieodpowiedni dla małych dzieci. Stacja skomentowała też, że filmy te mogły być przerażające dla najmłodszych odbiorców ze względu na liczne sceny z potworami i krwią, a także przez to, że postacie w nich zawarte są ścigane, atakowane bądź krwawo ranione.
Określenie Elsagate powstało w 2017 roku. Latem tego roku #ElsaGate stało się popularnym hashtagiem na Twitterze za sprawą użytkowników, którzy zwracali uwagę na obecność takich materiałów na YouTube i YouTube Kids. Na Reddicie 23 czerwca 2017 roku utworzony został subreddit r/ElsaGate jako miejsce do dyskusji na temat zjawiska, który to przyciągnął dziesiątki tysięcy użytkowników.

### Odkrycie materiałów Elsagate (2017)
W listopadzie 2017 roku wiele gazet opublikowało artykuły na temat kanału na YouTube o nazwie Toy Freaks, którego prowadzącym był samotny ojciec, Greg Chism. Kanał ten osiągnął 8,54 mln subskrypcji i był jednym ze stu najczęściej oglądanych kanałów do momentu jego usunięcia w tym samym miesiącu. Na kanale często występowały córki Chisma, które w większości materiałów były przerażone lub wręcz płakały.
O aferze Elsagate wypowiedziało się wiele osób, w tym raper B.o.B i kanał commentary H3h3Productions.
4 listopada 2017 roku gazeta The New York Times opublikowała artykuł o nieodpowiednich materiałach niewychwytywanych przez filtry na YouTube i szkodzących dzieciom, podejrzewając, iż nieodpowiednie osoby znalazły sposób na obejście algorytmów YouTube Kids. 17 listopada komentator internetowy Philip DeFranco opublikował swój film odnoszący się do problemu Elsagate.
The New York Times ustaliło, że jeden z kanałów, na którym były publikowane podrabiane kreskówki, Super Zeus TV, był powiązany ze stroną SuperKidsShop.com zarejestrowaną w Ho Chi Minh w Wietnamie. Mężczyzna pracujący dla strony potwierdził, że jego partnerzy byli odpowiedzialni za materiały, które według niego produkowała drużyna złożona ze stu osób. Następujące po tym prośby o wywiad pozostały bez odpowiedzi.
9 listopada członkowie satyrycznego zespołu muzycznego Negativland nadali emisję swojego programu radiowego Over the Edge poświęconego Elsagate. Modern Animal Kids przeplata Elsagate przez remix trzech wydań OtE z lat 90., skupionych na mediach skierowanych do dzieci, nadanych w ostatnich latach przed pierwszą emisją Teletubisiów, uznawanych za pierwszy przypadek marketingu skierowanego do grupy wiekowej 6-18 miesięcy.
22 listopada na stronie BuzzFeed News opublikowano artykuł dotyczących niepokojących materiałów ukazujących dzieci w niepokojących i patologicznych sytuacjach. Informacje do artykułu dostarczył dziennikarz i obrońca praw człowieka Matan Uziel, który 22 września przesłał wyniki śledztwa oraz donos do FBI, informując dowództwo o materiałach wideo, które mogą stanowić cel dla dewiantów seksualnych.

## Wpływ materiałów Elsagate na dzieci
The New York Times w swoim artykule zacytowało wypowiedź profesora pediatrii Michaela Richa, który stwierdził, że takie materiały były potencjalnie szkodliwe dla dzieci, które tym bardziej mogły je uznać za straszne, gdyż postacie, które znają i im ufają zostały ukazane zachowując się nieodpowiednio bądź agresywnie.

## Reakcja ze strony YouTube
W sierpniu 2017 roku YouTube ogłosił nowe wytyczne dotyczące publikowanych materiałów oraz ich monetyzacji. W ramach starań dążących do demonetyzacji kontrowersyjnych i nieodpowiednich materiałów ogłoszono, że twórcy nie będą mogli już uzyskiwać przychodów z materiałów, które w nieodpowiedni sposób wykorzystują postacie z mediów rodzinnych. W listopadzie tego samego roku ogłoszono, że zostanie wprowadzona zasada oznaczania materiałów jako przeznaczonych dla osób pełnoletnich w głównej aplikacji YouTube po uprzednim zgłoszeniu.
Afera objęła kanały nie tylko wykorzystujące postacie z bajek dla dzieci, ale też takie, w których faktycznie występowały dzieci, które często wykonywały nieodpowiednie bądź niebezpieczne czynności pod przewodnictwem rodziców. W ramach szerszej akcji, YouTube usunął kanał Toy Freaks, na którym występował ojciec (Greg Chism) i jego dwie córki w nieodpowiednich sytuacjach. Dochodzenie w sprawie Chisma prowadziły organy opieki społecznej stanów Illinois i Missouri, które kierowały wobec niego zarzuty znęcania się nad dziećmi, jednak wkrótce oskarżenia zostały wycofane. Kanał Toy Freaks przed usunięciem zdążył osiągnąć 8,5 mln subskrypcji.
Media ujawniły również, że wiele filmów z udziałem nieletnich, często publikowane przez nich samych, których zawartość nie wzbudzała większych uwag, przyciągnęły uwagę pedofilów i innych grup, które pozostawiały komentarze pod materiałami. Część z tych materiałów uzyskiwała przychody. W wyniku afery wielu ważnych reklamodawców zamroziło wydatki na reklamy w YouTube, wymuszając wprowadzenie zakazu publikacji filmów przez nieletnich, podparte wymogami prawnymi.
22 listopada 2017 roku YouTube ogłosił, że usunął ponad 50 kanałów i tysiące filmów niespełniających nowych wymagań. 27 listopada firma w komentarzu dla BuzzFeed News oznajmiła, że usunęła ponad 270 kont i ponad 150 tys. filmów, wyłączyła komentarze na ponad 625 tys. filmów wzbudzających zainteresowanie pedofilów i pozbawiła reklam ponad 2 mln filmów i ponad 50 tys. kanałów udających kanały dla dzieci. Na łamach Forbes Dani Di Placido napisał, że wiele problematycznych materiałów nadal było dostępnych na platformie, a także stwierdził, że ilość usuniętego materiału obnażyła słabości algorytmów YouTube w zakresie ochrony dzieci.